# Elapsoidea
Elapsoidea är ett släkte av ormar. Elapsoidea ingår i familjen giftsnokar.
Arterna blir i vanligt fall upp till 75 cm långa och enskilda exemplar når en längd av en meter. Utbredningsområdet ligger i Afrika söder om Sahara. Habitatet varierar mellan torra landskap och skogar. Dessa ormar jagar andra kräldjur samt groddjur och små däggdjur. Honor lägger ägg. Ungdjur av flera arter har en brokig färgteckning.
Arter enligt Catalogue of Life:
- Elapsoidea broadleyi
- Elapsoidea chelazzii
- Elapsoidea guentherii
- Elapsoidea laticincta
- Elapsoidea loveridgei
- Elapsoidea nigra
- Elapsoidea semiannulata
- Elapsoidea sundevallii
- Elapsoidea trapei

The Reptile Database lister ytterligare en art:
- Elapsoidea boulengeri